# Ġ
Ġ, Ġġ – litera alfabetu łacińskiego używana w języku maltańskim i w języku kazachskim w transliteracji. Wymawia się ją podobnie do polskiego [dż]. Używana również we współczesnych wydaniach języka staroangielskiego do oddania dźwięku [j] oraz jego allofonu [dʒ]. Występuje też w języku inupiak.